# Operazione Gomorrah
L'operazione Gomorrah fu una serie di bombardamenti compiuti dal 26 luglio al 3 agosto 1943 dal Bomber Command della Royal Air Force (e in misura minore dalla Eighth Air Force statunitense) sulla città tedesca di Amburgo. L'episodio più noto è il bombardamento del 28 luglio che generò una tempesta di fuoco (Feuersturm in tedesco) lungo le vie cittadine facendo decine di migliaia di vittime e procurando gravissimi ed estesi danni alle strutture.

## Scelta dell'obiettivo

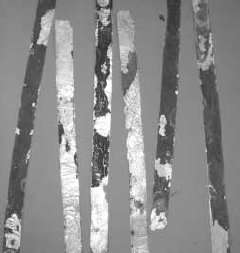
Striscioline di window

Mentre ancora era in corso la battaglia della Ruhr, Arthur Harris, comandante in capo del Bomber Command (l'unità della RAF addetta alle operazioni di bombardamento) dal 22 febbraio 1942, cominciò a pianificare l'operazione Gomorrah (dal nome della città biblica) contro Amburgo, grande e prospero centro industriale e di comunicazioni, con un porto attivissimo e con i cantieri che producevano circa il 45% di tutti i sommergibili della Kriegsmarine.
L'incursione si sarebbe dispiegata in quattro o cinque notti e avrebbe potuto avvalersi (dietro autorizzazione di Churchill del 16 luglio 1943) per la prima volta di window, nome in codice per designare delle particolari striscioline metalliche che avevano la capacità, una volta sparse nel cielo, di far impazzire i radar a terra.
Harris fece riposare i suoi uomini per circa dieci giorni verso la fine della battaglia della Ruhr e alla vigilia del primo attacco, nella notte dal 23 al 24 luglio 1943, le sole unità a volare furono le riserve che lanciarono manifesti di propaganda sulla Francia.

## Storia

### 25 - 26 luglio
Per la prima missione su Amburgo vennero mobilitati 791 bombardieri (347 Avro 683 Lancaster, 246 Handley Page Halifax, 125 Short S.29 Stirling e 73 Vickers Wellington). Window sarebbero state lanciate a 180 km dall'obiettivo, a intervalli di un minuto. Nella rotta d'avvicinamento sei Pathfinder, gli aerei incaricati di designare, con delle speciali bombe luminose, le rotte di navigazione e le zone da colpire, dotati del radar H2S, avrebbero lanciato bombe luminose sull'estuario dell'Elba per indirizzare correttamente la forza principale su Amburgo. A partire dall'una di notte, altri 28 Pathfinder avevano poi il compito di segnalare il centro del bombardamento (la chiesa di San Nicola), assistiti durante tutta l'operazione da altri 53 aerei.
Le Window fecero bene il loro dovere confondendo gli operatori radar tedeschi e gli stessi addetti alla contraerea di Amburgo. Tuttavia, molti equipaggi inglesi sganciarono prematuramente i loro ordigni, cosicché la massima parte dell'incursione si scaricò lungo la linea d'avvicinamento al punto di mira. In ogni caso piovvero su Amburgo 1.383 tonnellate di bombe convenzionali e 1.018 tonnellate di bombe incendiarie, che distrussero numerosi quartieri e il porto e privarono i cittadini di acqua, gas ed elettricità. Furono 1.500 i morti tra la popolazione e 12 gli aerei inglesi abbattuti.
Alle 14:40 le sirene antiaeree suonarono di nuovo per segnalare 68 B-17 della Eighth Air Force statunitense che colpirono abitazioni civili, moli, cantieri, navi e depositi. Durante la notte alcuni Mosquito inglesi effettuarono un piccolo raid per tenere sotto stress la popolazione.
Alle 10:38 del 26 luglio 54 B-17 ripeterono il bombardamento del porto. Durante la notte si verificò un'altra azione dei Mosquito, per continuare a tenere in tensione i cittadini.

### 28 luglio: ilFeuersturm
Il secondo grande attacco ad Amburgo fu eseguito da 787 bombardieri inglesi assistiti da 25 Pathfinder e da window, sebbene i tedeschi cominciassero a interpretare le disfunzioni causate dalle striscioline metalliche. Il bombardamento cominciò alle 00:55 del 28 luglio 1943 e in circa tre quarti d'ora 1.129 tonnellate di bombe convenzionali e 1.265 tonnellate di bombe incendiarie caddero concentrate sui quartieri di Rothenburgsort, Hammerbrook, Borgfelde e Hamm-Sud, i più fittamente costruiti e popolati.
La tragedia che si stava consumando per le vie di Amburgo venne avvertita dagli equipaggi inglesi a 5.000 m di quota quando i vortici d'aria che salivano dal basso scossero i loro aerei. La notevole concentrazione delle esplosioni e degli incendi in un'area relativamente ristretta, la totale assenza di vento e la bassissima percentuale di umidità (pari circa al 30%) diede vita a un vento infuocato che imperversò per le strade di Amburgo alla velocità media di 250 km/h che carbonizzò all'istante coloro che si trovavano all'aperto (nell'epicentro della tempesta di fuoco si registrarono quasi 1.000 °C). Chi rimase nei rifugi antiaerei morì a causa delle esalazioni di monossido di carbonio mentre altri, rimasti intaccati dal fosforo delle bombe incendiarie, presero letteralmente fuoco e cercarono scampo nell'Alster, ma non appena riemergevano all'aperto la sostanza chimica tornava a bruciare determinando la morte per annegamento o per combustione.
Il Bomber Command perse 17 aerei, Amburgo circa 40.000 abitanti. A molti non fu possibile dare un nome e in alcuni rifugi furono trovati solamente degli strati di cenere. Non appena possibile, circa 900.000 amburghesi abbandonarono la città. A High Wycombe, quartier generale del Bomber Command, si seppe solamente che il bombardamento era riuscito e anche dal solito raid dei Mosquito della notte tra il 28 e il 29 luglio non si poté ricavare alcunché, dato che i quartieri colpiti erano ancora in fiamme.

### 30 luglio

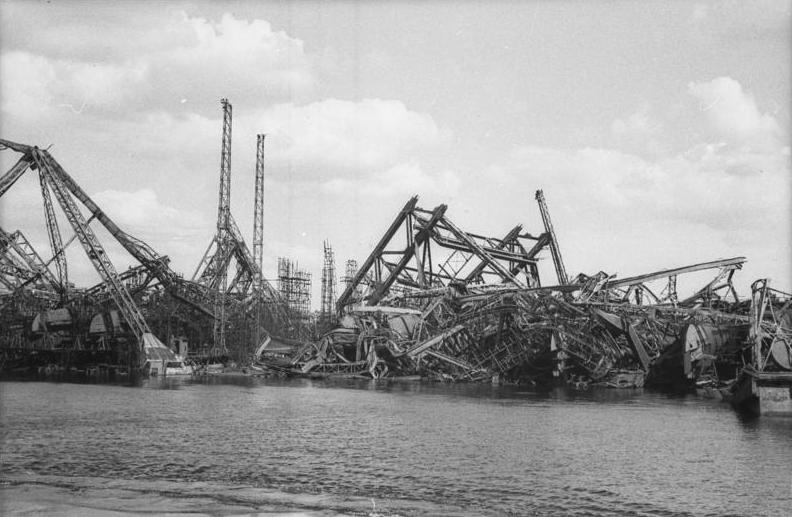
Distruzioni nel porto di Amburgo

Il terzo bombardamento dell'ormai prostrata Amburgo si verificò dalle 00:45 alle 01:28 del 30 luglio 1943 per opera di 697 bombardieri inglesi. I Pathfinder in "avanscoperta", notati i vasti roghi che ancora ardevano sulla città, evitarono di segnalare quelle zone, preferendo illuminarne i paraggi, sicché la forza principale scaricò 1.100 tonnellate di bombe convenzionali e 1.240 tonnellate di bombe incendiarie che devastarono le abitazioni dei finora intatti quartieri di Harvestehude, Eppendorf, Rotherbaum, St. Georg, Uhlenhorst, Winterhude e Barmbek. Pesantemente colpito anche il porto. Trenta bombardieri non tornarono alle basi di partenza.

### 3 agosto
Il cattivo tempo rovinò i piani del Bomber Command, che impostò la quarta e ultima incursione dell'operazione Gomorrah per le prime ore del 3 agosto 1943. Difatti, su 740 bombardieri decollati dall'Inghilterra, solo 393 raggiunsero Amburgo. La visibilità era così bassa che le bombe luminose lanciate dai Mosquito, servendosi del radar H2S, furono notate da pochissimi equipaggi; sicché le 633 tonnellate di bombe esplosive e le 717 tonnellate di bombe incendiarie toccarono terra solo in minima parte dentro i confini della città tedesca. Ancora una volta, trenta equipaggi inglesi non tornarono a casa.

## Conseguenze, danni e vittime
Tralasciando le azioni di disturbo dei Mosquito e le due incursioni statunitensi, l'operazione Gomorrah scaricò tramite il Bomber Command 8.485 tonnellate di bombe su Amburgo. Su 3.095 velivoli totali inviati in missione, 2.534 attaccarono effettivamente e 89 vennero abbattuti dalla contraerea o dalla caccia notturna tedesca.
Il Feuersturm del 28 luglio bruciò 22 km² di costruzioni. In totale vennero demoliti 2.509 ettari di superfici edificate, pari al 73,97% di Amburgo. Anche per questo motivo, la città, eccezion fatta per il porto e le zone industriali, non venne più bombardata fino alla fine della guerra. Il Bomber Command dimostrò una volta per tutte, dopo gli insuccessi del periodo 1939-1942 e la svolta del bombardamento di Lubecca, di essere in grado di ridurre drasticamente il potenziale lavorativo, industriale ed economico di una città tedesca.
Il colpo per i vertici del Terzo Reich fu non trascurabile. Non meno di 42.600 cittadini perirono (il 70% dei quali a causa del monossido di carbonio, il 15% per carbonizzazione e un altro 15% per via delle esplosioni e dei crolli), 2.000 risultarono dispersi e 37.000 feriti. Centinaia di migliaia di sopravvissuti emigrarono nelle campagne o in altri luoghi lasciando Amburgo, che contava inizialmente di una popolazione di 700.000 abitanti, privati ormai di case, 5.300 tra fabbriche e magazzini, 3 raffinerie, 45 edifici di pubblica utilità, 8 cantieri navali, 12 ponti e 175.570 tonnellate di naviglio.